# Kenchanahalli, Mulbagal
Kenchanahalli là một làng thuộc tehsil Mulbagal, huyện Kolar, bang Karnataka, Ấn Độ.